# Georg Canaris

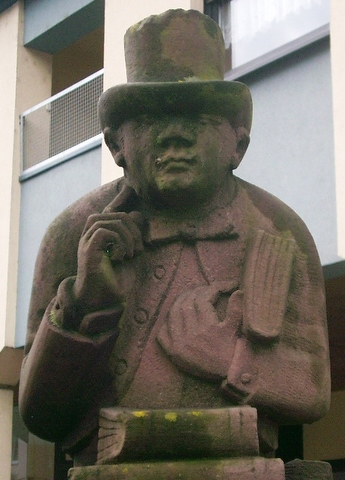
Georg Josef Ignaz Canaris

Georg Josef Ignaz Canaris (* 21. März 1740 in Ellwangen; † 21. August 1819 in Wehlen (heute Ortsteil von Bernkastel-Kues)) war Pfarrer und kurfürstlicher erzbischöflicher Schulvisitator des Bistums Trier.

## Leben und Wirken
Georg Canaris wurde am 21. März 1740 als Sohn des Hofrats Johann Albert Canaris und seiner Ehefrau Apollonia von Huber in Ellwangen geboren. Im August 1757 erfolgte seine Immatrikulation zum Studium der Theologie an der Universität Würzburg. Die Priesterweihe empfing er 1763 in Trier. Anschließend war er Stiftskanoniker in Koblenz St. Kastor und ab 1769 gleichzeitig Pfarrer von Wallersheim. Während der Heiligrock-Ausstellung 1765 war Canaris in Koblenz-Ehrenbreitstein mit der Aufgabe betraut, von Pilgern gereichte Gegenstände an den Heiligen Rock anzurühren.
In den Pfarreien der Stadt hatte sich Canaris inzwischen bereits einen Namen als begabter Prediger gemacht. Reges Interesse zeigte er aber auch für die von Erzbischof und Kurfürst Clemens Wenzeslaus veranlassten Reformversuche an der Stiftsschule von St. Kastor. Hierzu war u. a. die Einsetzung von Schulvisitatoren vorgesehen, die über die Situation der Elementarschule im Kurfürstentum berichten und entsprechende Verbesserungsvorschläge unterbreiten sollten.
Mit Schreiben vom 13. Mai 1775 erreicht den „ehrenwerten und lieben Georg Josef Canaris, Kanoniker an unserer Collegiatskirche in Coblenz“ ein Schreiben des Kurfürsten, in dem dieser ihm „eingedenk Deiner wohlbekannten Tugenden Dir diese Kirche (in Konz) anhand dieses Schreibens, indem wir Dich damit investieren und Dir die Seelsorge […] anvertrauen. Gleichzeitig beauftragen wir den zuständigen Landdekan oder einen anderen Priester aus dem Landkapitel, dass sie Dich […] in den wirklichen Besitz der Kirche einführen.“
Mit Übernahme des Pfarramts in Konz St. Nikolaus wurde Georg Josef Canaris Geistlicher Rat und Kurfürstlicher Schulvisitator für das Obererzstift und von 1777 bis 1782 Generalvisitator. Zur Unterstützung in der Seelsorge und Pfarrverwaltung wurden ihm die Kapläne Driesch (1776, Wiltingen) und Arweiler (Könen) ab 1786 bis 1795 zugeteilt.
Aus der Zeit nach 1779 liegen zahlreiche Berichte über die Dienstreisen des Kurfürstlichen Schulvisitators vor, die Erörterungen mit den Ortsgeistlichen, Kirchen- und Gemeindeschöffen, Lehrern und der Überprüfung des Wissens der Schulkinder. Sie zeigen den mangelhaften Zustand der Elementarschulen, besonders auf dem Lande.
Von der Konzer Schule berichtete (1780) Canaris so u. a., dass der Schulmeister Michel Scharff – gleichzeitig Küster – zwar fähig sei, „die Kinder im Buchstabieren und Lesen zu unterrichten. Hingegen besitzt er keineswegs die Fähigkeit, seinen Lehrjüngern das Schön- und Rechtschreiben zu lehren, weil er selbst eine schlechte Handschrift hat und keine Regel der Rechtschreibekunst weiß.“
Über Merzlich (heute Konz-Karthaus) berichtet Canaris (1777), dass kein Schulhaus vorhanden gewesen sei, weswegen für jeden Winter für den Schulunterricht eine besondere Stube angemietet worden sei. Im Sommer fand kein Schulunterricht statt. Zu Merzlich waren es zu der Zeit fünf Buben und neun Mädchen; drei junge Buben konnten schreiben, aber kein Kind konnte rechnen. Der Schulmeister zu Merzlich bekomme für die  Winterschule 3 Reichstaler und die Kost von Haus zu Haus als sogenannte „Wandelkost“.
Nach 1780 war Georg Canaris auch als Prüfer der Lehramtskandidaten und 1792 bei den Beratungen des Generalschulplanes tätig.
Im Jahre 1794 musste er mit seiner Pfarrgemeinde den Einmarsch der französischen Revolutionstruppen und anschließend eine Zeit der Beschlagnahmungen und vielfältiger Repressalien gegen die Kirche erleben. Hinzu kam nun wieder eine völlige Vernachlässigung der Schulangelegenheiten, so dass die Arbeit des Konzer Pfarrers, die nun als Schulvisitator zu Ende war, auch zunächst umsonst erschien.
Unter der französischen Verwaltung war er kurzfristig 1798/99 als Präsident des Kantons Konz eingesetzt worden.
Pfarrer Canaris wurde 1803 zum Pfarrer in Freudenburg ernannt, trat aber die Pfarrstelle nicht an. Noch im gleichen Jahre übernahm er jedoch die Pfarrstelle Wehlen an der Mosel. Pfarrer Canaris verstarb 79-jährig in Wehlen am 21. Dezember 1819.
In Konz fanden besonders seine Verdienste um das Pfarrschulwesen hohe Anerkennung. Der frühere Fußweg aus der alten Ortslage zur Konzerbrück erhielt mit Pfarrer–Canaris-Weg seinen Namen. Die an Scharff-Eck, dem Wohnsitz der unter Canaris in Konz tätigen Schulmeister und Küster aus dem Hause Scharff platzierte Brunnenfigur (Bildhauer Willi Hahn, Trier) zeigt den Schulmann Canaris mit mahnender Geste.
Der den Konzern anhaftende Spitzname „Konzer Doktoren“ soll aus der damals im  Vergleich zum Umland früheren (oder besseren?) Schulbildung der Konzer Jugend resultieren. So scheint die  Bezeichnung von Pfarrer Canaris  als „Konzer Doktor-Vater“ durchaus ihre Berechtigung zu haben.

## Quelle
- Trierer biographisches Lexikon, Dr. Heinz Monz, 2000, Seite 60;
- 200 Jahre Kirchenchor St. Nikolaus Konz, Rudolf Molter, 1989;
- Katholische Kirchengemeinde St. Nikolaus Konz, Rudolf Marx, 1986;
- Konzer Chronik, Michael Scherer, 1970; mit der freundlichen Erlaubnis des Autors Rudolf Molter, Konz